# Романов, Владислав Иванович
Владислав Иванович Романов (20 августа 1949 — 23 августа 2021) — советский и российский прозаик, драматург, сценарист и продюсер. Заслуженный работник культуры Российской Федерации.

## Биография
Окончил Московский государственный институт культуры (1971) и Всесоюзный государственный институт кинематографии (1980). Руководитель сценарных мастерских во ВГИКе (с 1988 г.) и МГУКИ. Профессор.
Лауреат Всесоюзных конкурсов на лучшую пьесу (1987) и лучший игровой киносценарий (1983). Обладатель премии журнала «Смена» за лучший рассказ года (1987). Лауреат премии Союза писателей СССР, Союза кинематографистов СССР и КГБ СССР за сценарий к трехсерийному телевизионному фильму «Покушение на ГОЭЛРО» (1987). Обладатель первой премии по итогам Всероссийского конкурса на лучший игровой киносценарий под девизом «Человек в погонах» (2001).
Член Союза кинематографистов. Член гильдии сценаристов Союза кинематографистов России. Заслуженный работник культуры Российской Федерации. Член Правления общественного Фонда содействия и развития Отечественного кинематографа.
Похоронен на Химкинском кладбище.

## Фильмография
1. 2012 — Испанец
2. 2012 — Без правил
3. 2011 — Дело гастронома № 1 (в соавторстве)
4. 2010 — Плен страсти
5. 2010 — В лесах и на горах
6. 2009 — Северный ветер
7. 2008 — Широка река
8. 2008 — Осенний детектив
9. 2008 — Адмиралъ
10. 2007 — Прощайте, доктор Чехов!
11. 2007 — Паутина-1
12. 2006 — Моя Пречистенка
13. 2005 — Тайная стража
14. 2005 — Жизнь — поле для охоты
15. 2004 — Егерь
16. 1994 — Маэстро вор
17. 1993 — Лихая парочка // Энциклопедия кино. — 2010.
18. 1992 — СИЖУ НА НАРАХ, КАК КОРОЛЬ // Энциклопедия кино. — 2010.
19. 1992 — Разыскивается опасный преступник // Энциклопедия кино. — 2010.
20. 1990 — Облава на одичавших собак // Энциклопедия кино. — 2010.
21. 1988 — На окраине, где-то в городе…
22. 1986 — Покушение на ГОЭЛРО

## Сочинения
- Романов В. И., Евгений Латий. Дело гастронома № 1. Издательство: Эксмо. ISBN 978-5-699-52127-2; 2011 г.
- Романов В. И. Дневник Пушкина. Издательство: Астрель, Олимп. ISBN 978-5-271-25276-1; 2010 г.
- Романов В. И. Прощайте, доктор Чехов. Издательство: Олимп, Астрель, АСТ. ISBN 978-5-17-041065-1, 978-5-7390-1990-5, 978-5-271-16173-5; 2007 г.
- Романов В. И. Особо опасен. Издательство: Астрель, АСТ, Транзиткнига Серия: Обожженные зоной ISBN 5-17-026876-9, 5-271-10150-9, 5-9578-1247-1; 2005 г.
- Романов В. И. Жизнь-поле для охоты. Издательство: Олимп, АСТ, Астрель. ISBN 5-17-029155-8, 5-7390-1546-4, 5-271-11286-1; 2005 г.
- Романов В. И. ФСБ — Акция возмездия. Издательство: Олимп, АСТ, Астрель. ISBN 5-17-029546-4, 57390-1410-7, 5-271-11569-0; 2005 г.
- Романов В. И. Ливия. Издательство: АСТ, Олимп. ISBN 5-17-022809-0, 5-7390-1337-2; 2004 г.
- Романов В. И. Мессалина. Издательство: АСТ, Олимп. ISBN 5-17-021472-3, 5-7390-1210-4; 2004 г.
- Романов В. И. Нефертити. Издательство: Терра-Книжный клуб. ISBN 5-275-00613-6; 2002 г.
- Романов В. И. Смерть во спасение. Издательство: Терра-Книжный клуб. ISBN 5-275-00557-1; 1/1/2002 г.
- Романов В. И. Страдания юного хакера. Издательство: Астрель, АСТ. ISBN 5-17-012336-1, 5-271-03705-3; 2002 г.
- Романов В. И. Улыбка судьбы. Медсестра. Издательство: Олимп. ISBN 5-17-015713-4, 5-8195-0883-1; 2002 г.
- Романов В. И., Николай Бодрихин. Месть митрополита. Издательство: Олимп, Терра-Книжный клуб. ISBN 5-275-00345-5, 5-7390-0835-2; 2001 г.
- Романов В. И. Главбухша. Издательство: АСТ, Олимп. ISBN 5-17-008056-5; 1/1/2001 г.
- Романов В. И. Егерь. Издательство: АСТ, Олимп. ISBN 5-17-011522-9, 5-8195-0593-X; 2001 г.
- Романов В. И. Мастер таинных дел. Издательство: Терра-Книжный клуб. ISBN 5-275-00044-8, 5-7390-0845-X; 1/1/2001 г.
- Романов В. И. Настоящие мужики детей не бросают. Издательство: АСТ, Олимп. ISBN 5-17-006909-X, 5-8195-0452-6; 2001 г.
- Романов В. И. Жизнь под прицелом. Издательство: Олимп, АСТ. ISBN 5-17-006257-5; 2001 г.
- Романов В. И. Выжить и не пропасть. Издательство: Терра-Спорт. ISBN 5-93127-042-6; 1999 г.
- Романов В. И. Святополк Окаянный. Издательство: АСТ, Олимп. ISBN 5-7390-0551-5, 5-237-01774-6; 1999 г.
- Романов В. И. Путь к вольности. Издательство: Филиппок. 1998 г.
- Романов В. И. Влюбленная бестия. Издательство: АСТ, Олимп. ISBN 5-7390-0813-X, 5-237-01008-3; 1/1/1998 г.
- Романов В. И. Личная жизнь 917-го. Пьеса. Сборник. Издательство: Союз театральных деятелей РСФСР. 1998 г.
- Романов В. И. Шпионам не нужно влюбляться. Москва: АСТ, Олимп. ISBN 5-7390-0058-0, 5-237-00921-2; 1998 г.
- Романов В. И. Первый шпион Америки. Москва: АСТ, Олимп. ISBN 5-7390-0381-4, 5-7390-0051-3, 5-237-00486-5; 1998 г.
- Романов В. И. Убить 6 июля. Издательство: АСТ. ISBN 5-7390-0381-4, 5-7390-0411-X, 5-7841-0411-X; 1997 г.
- Романов В. И. Месть. Издательство: Олимп, АСТ. ISBN 5-7390-0381-4, 5-7390-0452-7, 5-7841-0440-3; 1997 г.
- Романов В. И. Замок с превращениями. Антология. Издательство: Физкультура и спорт. ISBN 5-278-00464-9; 1993 г.
- Романов В. И., Валерий Винокуров. Форвард платит за всё. Спортивный детектив. 1992 г.
- Романов В. И., Лубченков Ю. Н. Креститель Руси Владимир Святой. 1992 г.
- Романов В. И. Дождь. Научная фантастика.
- Романов В. И. История подвигов Довмонта, князя Псковского. Военные приключения. Выпуск 7. ISBN 5-203-01426-4; 1992 г.
- Романов В. И., Лубченков Ю. Н. Из истории военной разведки. Издательство: МП «Эжва». 1991.
- Романов В. И., Лубченков Ю. Н. Забавные и поучительные истории из жизни императора Петра Великого. Издательство: МП «Эжва». ISBN 5-00-000003-0; 1991 г.
- Романов В. И. Мне больно, и я люблю. Приключения 1989. Издательство: Молодая гвардия. ISBN 5-235-00389-6; 1989 г.
- Романов В. И. Врывалась буря. Издательство: Молодая гвардия. 1987 г.